# Opuwo
Opuwo este un oraș din Namibia.Situat la o distanță de 720 km NNV de Windhoek, Opuwo are rol de capitală a regiunii Kunene.